# David MacMillan (Chemiker)

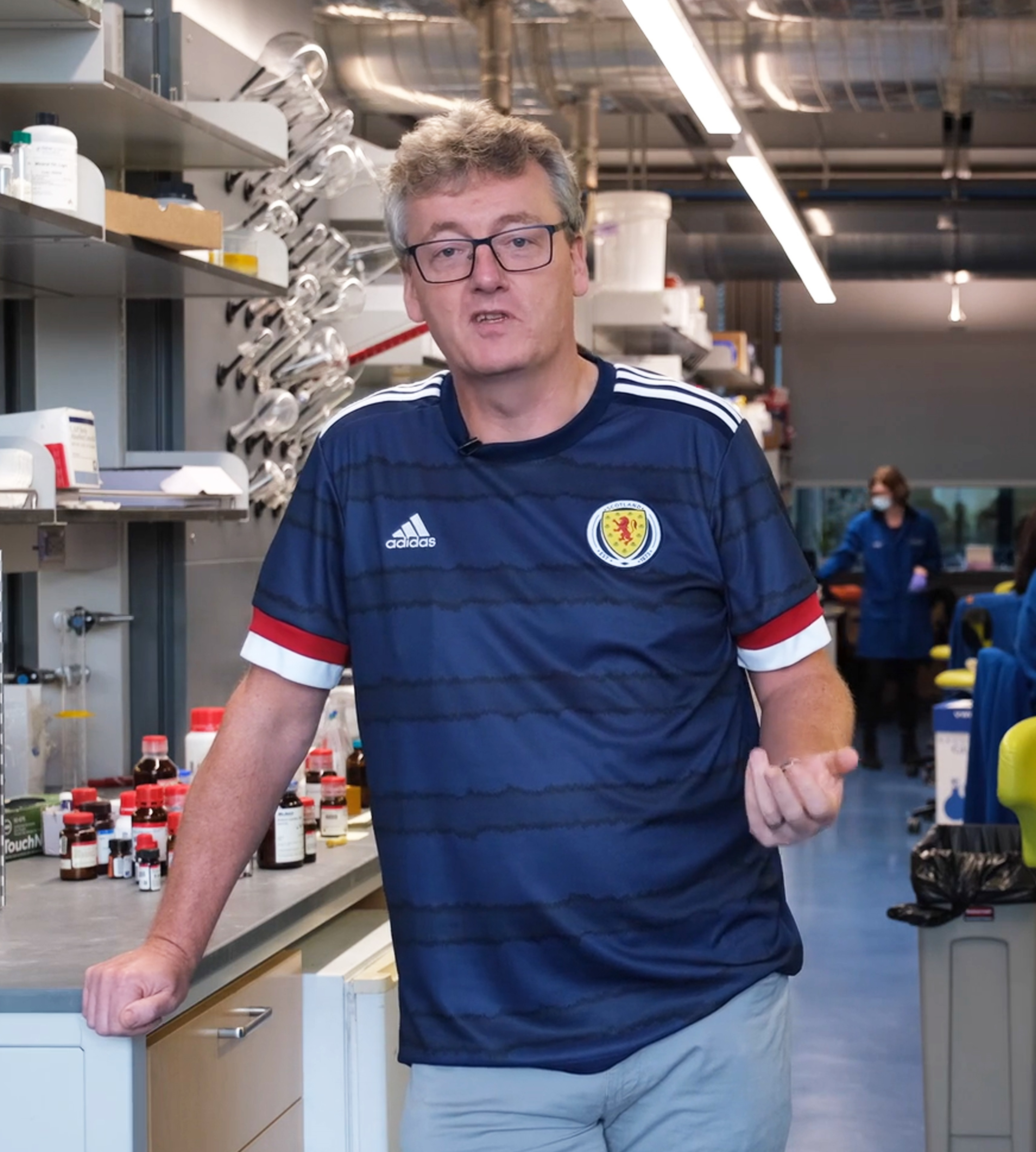
David MacMillan

Sir David William Cross MacMillan (* 16. März 1968 in Bellshill, Schottland) ist ein britisch-US-amerikanischer Chemiker (Organische Chemie, Organische Synthese, Katalyse). 2021 wurde ihm mit Benjamin List der Nobelpreis für Chemie zuerkannt für Arbeiten zur asymmetrischen Organokatalyse.

## Leben und Werk

MacMillan-Katalysator der ersten Generation

MacMillan studierte an der University of Glasgow mit dem Bachelor-Abschluss 1991 und wurde 1996 an der University of California, Irvine, bei Larry E. Overman promoviert. Als Post-Doktorand war er bei David A. Evans an der Harvard University. Ab 1998 war er an der University of California, Berkeley und ab 2000 am Caltech, an dem er 2004 Professor wurde. Seit 2006 ist er Professor an der Princeton University und dort Direktor des Merck Center of Catalysis. Er ist seit 2010 James S. McDonnell Distinguished Professor.
Er entwickelte neue Methoden in der enantioselektiven (asymmetrischen) Organokatalyse mit Anwendung auf die Synthese einer Reihe von Naturprodukten. Asymmetrische Katalyse bedeutet, dass sie sensitiv für die Chiralität der Moleküle ist, was bei bioaktiven Substanzen (wie Medikamenten), die häufig nur in einer chiralen Variante wirken, von ausschlaggebender Bedeutung ist. Die Organokatalyse benutzt organische Katalysatoren und kommt damit ohne potentiell toxische und teure Metallverbindungen aus. In einigen Fällen konnten auch natürlich vorkommende organische Substanzen verwendet werden. Die um 2000 entwickelten MacMillan-Katalysatoren sind nach ihm benannt. Er entdeckte neue Iminiumionen-Katalysatoren und entwickelte über 50 neue Reaktionsprozesse. 2007 entwickelte er die SOMO-Katalyse (Singly occupied molecular orbital Organocatalysis) und 2008 die organische Photoredox-Katalyse. 
Seit 2010 ist er Herausgeber von Chemical Science.
Er hat die britische und US-amerikanische Staatsbürgerschaft.

## Mitgliedschaften und Auszeichnungen
Er ist seit 2012 Fellow der Royal Society und erhielt 2004 die Corday-Morgan-Medaille der Royal Society of Chemistry. Darüber hinaus gehört er seit 2012 der American Academy of Arts and Sciences an, seit 2018 der National Academy of Sciences und wurde 2007 Arthur-C.-Cope-Scholar. Außerdem erhielt er 2005 den Tetrahedron Young Investigator Award, 2007 den Mukaiyama Award, 2014 den Harrison Howe Award und 2006 den Thieme-IUPAC Prize in Organic Synthesis. Im Jahr 2002 war er Sloan Research Fellow. 2011 erhielt er den ACS Award for Creative Work in Synthetic Organic Chemistry. Im Jahr 2015 wurde ihm der Ernst Schering Preis zugesprochen, 2017 der Ryōji-Noyori-Preis und 2019 der Centenary Prize der Royal Society of Chemistry. Im Jahr 2021 wurde ihm „für die Entwicklung der asymmetrischen Organokatalyse“ gemeinsam mit Benjamin List der Nobelpreis für Chemie zuerkannt. Für 2022 wurde MacMillan die Chirality Medal zugesprochen, für 2024 die F. A. Cotton Medal.